# Prostitution aux États-Unis
La prostitution est illégale sur la grande majorité du territoire des États-Unis de par la législation des différents États, davantage qu'au niveau des lois fédérales. Elle demeure néanmoins présente dans le pays.
Les lois relatives à la prostitution ne relèvent pas des compétences explicites (en) du gouvernement fédéral. Il n'appartient qu'aux différents États d'autoriser, d'interdire ou de réglementer les prestations sexuelles tarifées conformément au Dixième amendement, sauf en matière de commerce entre les États (en), qui ressortent du Congrès, comme le Mann Act. Dans la plupart des États, la prostitution est considérée comme une infraction mineure rattachée au trouble à l'ordre public, c'est-à-dire une délinquance qui perturbe la tranquillité de la communauté. Il fut un temps où la prostitution était assimilée aux délits de vagabondage.
La prostitution est toutefois légale dans certains comtés du Nevada, où elle est réglementée aux termes du Nevada Revised Statutes. Des bordels sont implantés dans huit comtés. La prostitution de rue et le proxénétisme y sont néanmoins illégaux comme dans le reste du pays.
D'après le National Institute of Justice (en), une enquête menée en 2008 annonce qu'environ 15 % à 20 % des hommes américains ont participé à des prestations sexuelles tarifées.
À l'instar d'autres pays, la prostitution aux États-Unis se divise schématiquement en trois catégories : prostitution de rue, en bordel ou des escorts.

## Histoire

### XIXesiècle
Au XIXe siècle, les parloirs abritent des bordels destinés à la classe sociale favorisée. Dans les cafés-concerts (concert saloons), les hommes pouvaient manger, écouter de la musique, regarder un combat ou payer des femmes pour une prestation sexuelle. Plus de 200 bordels étaient présents à Manhattan. Même si la prostitution était interdite par les lois sur le vagabondage, celles-ci ne faisaient pas l'objet d'une application stricte par la police et par les fonctionnaires municipaux, qui recevaient des pots-de-vin de la part des propriétaires des lunapars et des entremetteuses.
Certains officiers de l'armée encouragent la présence de prostituées pendant la guerre de Sécession afin de soutenir le moral des troupes. Le 20 août 1863, le commandant Robert Seaman Granger légalise la prostitution à Nashville afin de combattre la propagation des maladies vénériennes chez les soldats de l'Union. L'initiative porte ses fruits : les maladies vénériennes reculent et la contamination passe de 40 % à 4 %, résultat d'un programme rigoureux de vérifications de santé, obligeant toutes les personnes prostituées à s'inscrire et à être examinées par un médecin agréé toutes les deux semaines ; les intéressées doivent acquitter cinq dollars pour s'inscrire et 50 cents à chaque examen.
Au moment où éclate la guerre de Sécession, la Pennsylvania Avenue, à Washington, est devenue un bidonville mal famé surnommé « Baie du meurtre » (Murder Bay), où sont implantés une importante population de délinquants appartenant au sous-prolétariat ainsi que de nombreux bordels. Le lieu comptait tant de prostituées au service de l'Armée du Potomac, dirigée par le général Joseph Hooker, que le secteur gagne le surnom de « division de Hooker » (c'est à cette période que remonte l'usage du terme argotique hooker pour désigner une prostituée). Sur deux pâtés de maisons, entre les avenues de Pennsylvania et du Missouri, sont établis des lupanars si chers que l'endroit est surnommé Marble Alley.
En 1873, Anthony Comstock fonde la New York Society for the Suppression of Vice, institution chargée de surveiller la moralité du public. Comstock parvient à influencer le Congrès pour faire voter le Comstock Act, qui interdit de livrer ou de diffuser des documents « obscènes, lubriques ou lascifs » et rend illégale l'information relative à la planification familiale. Deux ans plus tard, le Congrès vote le Page Act of 1875 (en), qui interdit de faire venir sur le sol national des femmes vouées à la prostitution.

### XXesiècle

#### Réglementations et campagnes de moralité

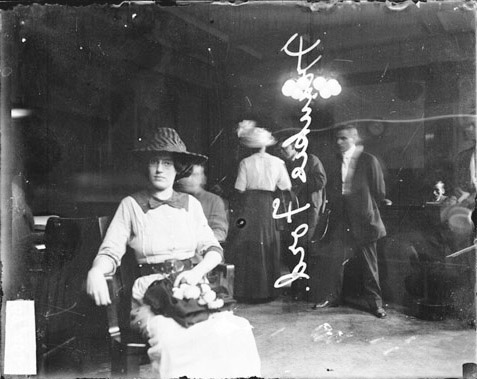
Interrogatoire de femmes par la brigade des mœurs en 1912.

En 1908, le gouvernement fonde le Bureau of Investigation (BOI qui, à partir de 1935, devient le Federal Bureau of Investigation) pour enquêter sur la « traite des blanches » (white slavery) en interrogeant les employées des bordels pour déterminer si elles sont victimes d'enlèvement. Dans une ville, parmi les 1 106 prostituées interrogées, six se déclarent victimes de la traite des blanches. Le Mann Act (White-Slave Traffic Act) de 1910 interdit la traite des blanches, ainsi que le transport entre États de femmes « dans un but immoral ». L'intention principale déclarée de cette législation consiste à réguler la prostitution ainsi que ce qui est perçu comme l'immoralité. La Cour suprême des États-Unis a ensuite ajouté la débauche consentie, l'adultère et la polygamie parmi les « buts immoraux ». Avant la Première Guerre mondiale, peu de lois pénalisent les prostituées ou les actes de prostitution.
Pendant la Première Guerre mondiale, le gouvernement américain développe un programme de santé publique, l'American Plan, qui autorise l'armée à arrêter toute femme présente dans un rayon de 5 miles autour d'un cantonnement militaire. S'il est prouvé que l'intéressée est porteuse d'une infection vénérienne, elle risque d'être condamnée à un séjour en hôpital ou en « colonie agricole » jusqu'à sa guérison. À la fin de la guerre, 15 520 prostituées ont été emprisonnées, dont la majorité n'a jamais été admise à l'hôpital.
En 1918, la loi Chamberlain-Kahn Act (en), qui met en œuvre l'American Plan, confère au gouvernement la prérogative de placer en quarantaine toute femme soupçonnée d'être infectée par une maladie vénérienne (IST). Celle-ci devait passer un examen médical qui, s'il révélait une infection, pouvait constituer une preuve de prostitution. Cette loi visait à prévenir la contagion de maladies vénériennes chez les soldats américains. Pendant la Première Guerre, le quartier de Storyville, à La Nouvelle-Orléans où la prostitution était autorisée, est fermé pour éviter la propagation d'IST chez les soldats campés à proximité.
Le 28 janvier 1917, des foules immenses se pressent aux réunions publiques d'un mouvement anti-prostitution à San Francisco. À l'une de ces réunions participent 7 000 personnes et 20 000 autres doivent être refoulées par manque d'espace. Lors d'une conférence du révérend Paul Smith, ennemi déclaré de la prostitution, 300 prostituées plaident pour la tolérance et expliquent que la pauvreté les a contraintes à exercer cette activité. Quand le révérend Smith leur a demandé si elles accepteraient un autre emploi payé entre 8 et 10 dollars par semaine, ses interlocutrices ont éclaté d'un rire narquois, ce qui leur a coûté la sympathie de l'assistance. Peu après, la police ferme environ 200 maisons de prostitution.
En 1944, l'arrêt Mortensen vs. United States déclare que les prostituées peuvent emprunter les transports et voyager d'un État à un autre si le voyage n'a pas pour objet de se livrer à la prostitution.

#### Décennies ultérieures
En 1967, New York supprime les conditions d'attributions de licences pour les salons de massage ; nombre des salons deviennent des bordels. En 1970, le Nevada commence à réglementer les maisons de prostitution : en 1971, le Mustang Ranch (en) devient le premier bordel possédant une licence et ce système s'étend à 10 comtés (sur les 17 qui forment l'État).
COYOTE (en), fondé en 1973, devient le premier groupe de défense des droits des personnes prostituées. D'autres groupes émergent ensuite, comme FLOP, HIRE et PUMA.

### XXIesiècle
En 2009, le Rhode Island adopte une loi qui dispose que la prostitution est une infraction mineure. Avant cette loi, entre 1980 et 2009, le Rhode Island était le seul État dépénalisant la prostitution (en), tant qu'elle avait lieu en intérieur.
En 2014, devant l'économie stagnante de Porto Rico, le gouvernement envisage de légaliser la prostitution,. En 2018, l'économiste Robin Hanson conseille de légaliser la prostitution afin de résoudre le problème des Incels, idéologie qui a provoqué plusieurs flambées de violences et des tueries de masse aux États-Unis,,.
Le 11 avril 2018, le Congrès vote la loi Stop Enabling Sex Traffickers Act (surnommée FOSTA-SESTA), qui prévoit des peines sévères contre les plates-formes en lignes qui facilitent le travail du sexe. L'efficacité de cette législation est remise en question car elle fait peser des risques sur les travailleurs du sexe et n'a guère favorisé l'arrestation et la répression des trafiquants sexuels. Avant que la loi ne soit promulguée, le département de la Justice des États-Unis saisit le site Backpage et accuse ses fondateurs de s'adonner au blanchiment d'argent et de faciliter la prostitution.
Le gouverneur du Tennessee Bill Haslam décide, en 2019, de commuer la peine de Cyntoia Brown condamnée à vie pour meurtre. Forcée de se prostituer à l'âge de 16 ans, elle avait tué un client de 43 ans qui l'obligeait à avoir des relations sexuelles pour 150 dollars.
Le 16 juin 2021, Greg Abbott, gouverneur du Texas, signe la loi HB1540, qui déclare que payer une prestation sexuelle dans l'État constitue un délit passible de deux ans de prison ; la peine est alourdie si l'auteur de l'infraction est passé par des centres de soins ou de traitement destinés aux enfants. Le Texas est le premier État des États-Unis qui instaure un délit pénal pour l'acte d'acheter une prestation sexuelle. Cette loi montre une évolution des idées traditionnelles : elle cible les clients au lieu des prestataires.

## Types de prostitution

### Prostitution de rue
La prostitution de rue est illégale dans l'ensemble des États-Unis. Cette pratique tend à être circonscrite dans certains quartiers connus pour le racolage. Par exemple, selon les statistiques sur les arrestations de la police de Chicago entre le 19 août 2005 et le 1er mai 2007, les activités de prostitution semblent présenter une forte concentration : près de la moitié des arrestations liées à la prostitution interviennent sur 0,33 % des pâtés de maisons présents dans la ville entière. Les prostituées qui troquent des prestations sexuelles en échange de drogue sont parfois surnommées strawberries (« fraises »).
Des psychologues cliniciens et la militante anti-prostitution Melissa Farley ont mené une enquête sur la violence infligée aux femmes qui s'adonnent à la prostitution de rue ; les résultats montrent que 68 % des répondantes ont été victimes de viols et 82 % ont subi des agressions physiques.
Dans la société actuelle, il existe une hiérarchie parmi les personnes prostituées et une différence encore plus grande selon qu'elles exercent en intérieur ou en extérieur. Celles qui exercent en intérieur sont aux meilleures places ; y figurent les call girls indépendants et les travailleurs affiliés à un bordel ou un salon de massage. Celles qui pratiquent le racolage sur la voie publique occupent l'échelon hiérarchique le plus bas et sont davantage exposées aux agressions. Dans le cadre d'une étude de victimation, 250 personnes sont interrogées, dont 150 travaillent en intérieur. En 2005, cette enquête de Weitzer montre que les personnes qui exercent en intérieur subissent moins d'agressions comparé à celles qui officient en extérieur : 
| Type d'agression                      | Travailleurs en extérieur | Travailleurs en intérieur |
| ------------------------------------- | ------------------------- | ------------------------- |
| Vols                                  | 37 %                      | 10 %                      |
| Coups répétés                         | 27 %                      | 1 %                       |
| Gifles, coups de poing, coups de pied | 47 %                      | 14 %                      |
| Viols                                 | 22 %                      | 2 %                       |
| Enlèvements                           | 20 %                      | 2 %                       |

Les personnes qui s'adonnent au racolage de rue sont les plus connues du métier mais elles ne représentent qu'une petite fraction de la profession. En 2011, une analyse montre que seules 20 % des personnes prostituées travaillent dans la rue. Celles qui exercent en intérieur bénéficient d'une plus grande liberté pour choisir leurs clients et imposer des limites, ce qui contribue à leur sécurité. Les chiffres indiqués ci-dessus fournissent des arguments aux militants anti-prostitution.

### Services d'escort et assimilés
Bien qu'elle soit illégale, la prostitution des escorts est présente sur l'ensemble des États-Unis, soit en tant qu'indépendants, soit comme employés d'agences (en). Dans les deux cas, les intéressés peuvent chercher à faire connaître leurs prestations sous le nom de « travail sur le corps (en) » parmi les petites annonces de la presse alternative, même si certains professionnels du domaine sont seulement des masseurs spécialisés.
Les revenus d'un ou une escort dépendent de divers facteurs : groupe « racial », apparence, âge, expérience (ex : industrie pornographique et présence dans des magazines), genre, prestations proposées et lieu d'exercice. En général, les hommes escorts obtiennent un tarif horaire moindre que celui des femmes ; les femmes blanches coûtent davantage que les non-blanches ; et la jeunesse est le trait le plus recherché. Dans la communauté gay, une agence d'escort à Washington facture 150 dollars de l'heure si le prestataire est un homme, 250 dollars si le ou la prestataire est trans. L'agence gagne 50 dollars par heure sur les escorts. Dans des métropoles plus grandes, comme à New York, les femmes escorts blanches particulièrement attirantes peuvent réclamer entre 1 000 et 2 000 dollars de l'heure, dont 40 % à 50 % reviennent à l'agence.
En règle générale, une agence applique, pour chaque escort, soit un tarif forfaitaire pour chaque mise en relation avec un client, soit un pourcentage sur un montant déterminé par avance. À San Francisco, il est classique qu'une agence opérant sur un marché hétérosexuel négocie un minimum de 100 dollars et, au maximum, 50 % des gains d'une femme (indépendamment des pourboires reçus). La plupart des transactions sont réglées en argent liquide et le versement, par le client, d'une pourboire aux escorts est habituel dans la plupart des villes importantes mais n'est pas obligatoire. Il est souvent possible, dans les agences de plus grande envergure, de procéder au règlement par carte bancaire.
Les petites annonces et publicités pour des prestations sexuelles ont investi Internet, non seulement sur des sites spécialisés mais aussi, dans bien des cas, sur des sites plus classiques. Pendant de nombreuses années, Craigslist a laissé publier des « annonces de prestations pour adultes ». Après plusieurs années de pression de la part des autorités et de groupes anti-prostitution, Craigslist a fermé cette partie du site en 2010, d'abord pour le territoire des États-Unis, puis pour les propositions à l'international. En mars 2018, les catégories relevant des publicités personnelles sont supprimées sur le site. En 2017, les pages « pour adultes » du site Backpage.com font l'objet d'une fermeture.

### Prostitution en bordel
À l'exception de quelques comtés au Nevada, les bordels sont illégaux aux États-Unis. Toutefois, de nombreux salons de massage, saunas, spas et autres établissements légaux servent de paravent à des activités de prostitution, surtout dans les grandes villes. Ces enseignes sont généralement implantées dans les villes ou près des grandes autoroutes.

### Prostitution enfantine
La prostitution enfantine représente un grave problème aux États-Unis,. Les signalements indiquent que plus de 100 000 enfants sont, chaque année, forcés de se prostituer sur le territoire national,.
En 2007, un article universitaire évoque, sous l'angle de l'immigration, la différence entre les adolescentes qui pratiquent la prostitution, selon qu'elles sont américaines ou non : « Qui plus est, une jeune fille de 14 ans entrée illégalement sur le territoire national pour s'y prostituer serait considérée comme une victime et bénéficierait d'un visa temporaire, d'une protection et de services d'aide. Alors qu'une jeune américaine de 14 ans à Boston, arrêtée pour prostitution, serait considérée comme une délinquante et risque de finir dans un centre pour délinquants juvéniles ».

## Législations
Le Nevada est le seul État où la prostitution est légale.
Au Rhode Island, la prostitution devient interdite en 2009 (en). Le 3 novembre, le gouverneur Donald Carcieri signe la loi qui criminalise l'achat et la vente de prestations sexuelles.
La Louisiane est le seul État où les personnes condamnées pour prostitution sont obligées de figurer dans un fichier d'auteurs d'infractions sexuelles. Dans cet État, le délit de racolage porte sur les personnes accusées d'une prestation sexuelle orale ou anale en échange d'argent. Seules les personnes poursuivies selon cette loi doivent s'inscrire sur le fichier. Cette situation a provoqué une plainte de la part du Center for Constitutional Rights.
Le gouvernement fédéral sanctionne certaines infractions relatives à la prostitution. Un homme qui a contraint des femmes à se prostituer a été condamné à quarante années d'emprisonnement dans une Cour fédérale. Un autre a été poursuivi pour évasion fiscale. Un autre homme encore a plaidé coupable devant l'accusation d'héberger une adolescente de 15 ans et de la faire travailler comme prostituée. Enfin, un autre défendeur contre un tribunal fédéral est condamné à l'emprisonnement à perpétuité car il s'est livré au trafic sexuel, de force, contre un enfant.
L'interdiction de la prostitution aux États-Unis a inspiré des critiques sous divers angles.

## Statistiques sur les personnes prostituées et leurs clients
Selon une analyse de 1990, la prévalence annuelle des personnes prostituées à équivalent temps plein aux États-Unis représente 23 personnes sur 100 000, d'après une étude menée auprès des personnes prostituées à Colorado Springs, de la police et des dossiers médicaux d'infections sexuelles transmissibles entre 1970 et 1988.
Dans le prolongement de l'étude basée à Colorado Springs, une autre analyse montre que le taux de mortalité chez les personnes prostituées en activité s'élève à 423 pour 100 000 personnes par an, soit 5,9 fois plus que la norme dans la population générale. De nombreuses personnes considèrent que la prostitution est un délit sans victime, dans la mesure où les deux parties concluent un accord. Pourtant, de nombreuses statistiques montrent que cette activité est très dangereuse pour l'intégrité physique. Aux États-Unis, le taux de mortalité pour 100 000 chez les personnes prostituées est presque doublée comparée à celle des pêcheurs en Alaska.
Chez les participants volontaires aux programmes contre les abus de psychotropes, en mars 2008, 41,4 % des femmes et 11,2 % des hommes déclarent avoir proposé des prestations sexuelles tarifées au cours de l'année précédente. À Newark, dans le New Jersey, un rapport annonce que 57 % des personnes seraient porteuses du virus de l'immunodéficience humaine et, à Atlanta, 12 % des personnes prostituées en seraient porteuses.
D'après une enquête de 2004 par TNS, 15 % des hommes, au total, ont déjà payé des services sexuels et 30 % des hommes célibataires de plus de 30 ans l'ont déjà fait. Plus de 200 hommes ont répondu à des petites annonces dans la région de Chicago, pour participer à de longs entretiens. Parmi les répondants, 83 % considèrent que l'achat de prestations sexuelles est une addiction ; 57 % soupçonnent que les femmes payées ont subi des violences dans leur enfance ; 40 % ont déclaré qu'ils sont généralement ivres au moment où ils achètent des prestations sexuelles.
Le secteur de la prostitution aux États-Unis représente 14 milliards de dollars par an. D'après un rapport de la Fondation Scelles en 2012, 1 million de personnes prostituées vivent aux États-Unis.

## Les John schools
Les John schools (en) sont des programmes visant à aider les acheteurs de prostitution. Au cours des 12 premières années de ce programme, toujours en cours, qui s'intitule désormais First Offender Prostitution Program, le taux de récidive est passé de 8 % à moins de 5 %. Depuis 1995, d'autres programmes similaires sont instaurés dans plus de 40 communautés américaines. Un audit de 2009 mené à la première John School ouverte à San Francisco signale les carences du projet, dont les objectifs sont mal définis et qui n'offre aucune méthodologie permettant de prouver son efficacité. Malgré sa prétention de constituer un modèle national qui ne coûte rien au contribuable, l'audit montre que le programme ne parvient pas à équilibrer entièrement ses frais au cours des 5 dernières années, ce qui conduit à un déficit de 270 000 dollars.

## Trafic sexuel
Le trafic sexuel englobe le déplacement de personnes provoqué par la coercition, la tromperie ou la force, à des fins d'exploitation, dans un régime proche de l'esclavage ; ces actes sont généralement commis en lien avec le crime organisé,.
Selon certaines estimations, environ deux tiers des victimes de traite d'êtres humains aux États-Unis possèdent la nationalité du pays. La plupart des victimes sont des personnes nées à l'étranger, qui sont entrées légalement aux États-Unis grâce à dives visas. Le Département d'État estime qu'entre 15 000 et 50 000 femmes et jeunes filles entrent chaque année sur le territoire dans le cadre du trafic sexuel.
Pour combattre le trafic des femmes, les politiques reposent sur le durcissement des lois pénales et des répressions et sur le renforcement de la coopération policière internationale. Il existe aussi d'importantes campagnes médiatiques pour informer le public ainsi que les décisionnaires et les victimes potentielles,,.

### Documentation
- Blackburn, George M., and Sherman L. Ricards. "The prostitutes and gamblers of Virginia City, Nevada: 1870." Pacific Historical Review 48.2 (1979): 239–258. online
- Best, Joel. "Careers in Brothel Prostitution: St. Paul, 1865-1883," Journal of Interdisciplinary History, 22 (1982), 597–619. online
- Blackman, Kayla. "Public power, private matters: The American Social Hygiene Association and the policing of sexual health in the Progressive era." (MA Thesis, University of Montana, 2014). online
- Butler, Anne M. Daughters of joy, sisters of misery: prostitutes in the American West, 1865-90 (University of Illinois Press, 1987).
- Clement, Elizabeth Alice. Love for Sale: Courting, Treating, and Prostitution in New York City, 1900-1945 (U  of North Carolina Press, 2006). online
- Connelly, Mark Thomas. The Response to Prostitution in the Progressive Era (U of North Carolina Press, 1980). online
- Donovan, Brian. White Slave Crusades: Race, Gender, and Anti-vice Activism, 1887-1917 (U of Illinois Press, 2005)
- Goldman, Marion S., Gold Diggers & Silver Miners: Prostitution and Social Life on the Comstock Lode, U of Michigan Press, 1981, passim (ISBN 978-0472063321, lire en ligne)
- Hobson, Barbara Meil. Uneasy Virtue: The Politics of Prostitution and the American Reform Tradition (1987). online
- James, Ronald Michael, and C. Elizabeth Raymond, eds. Comstock women: the making of a mining community (U of Nevada Press, 1998).
- McNamara, Robert P. The Times Square Hustler: Male Prostitution in New York City (1994) online
- Pivar, David J. Purity and Hygiene: Women, Prostitution, and the "American Plan," 1900-1930 (Greenwood Press, 2002)
- Cheryl Regehr, Albert R. Roberts et Ann Wolbert Burgess, Victimology: Theories and Applications, Jones & Bartlett Publishers (en), 2012 (ISBN 978-1449665333, lire en ligne).
- Ringdal, Nils Johan. Love for sale: A world history of prostitution (Grove/Atlantic, Inc., 2007).
- Rosen, Ruth. The Lost Sisterhood: Prostitution in America, 1900-1918 (Johns Hopkins U. Press, 1983).
- Spude, Catherine Holder. Saloons, Prostitutes, and Temperance in Alaska Territory (U of Oklahoma Press, 2015).
- Weitzer, Ronald. Legalizing Prostitution: From Illicit Vice to Lawful Business (2012) online
- West, Elliott. "Scarlet West: The oldest profession in the trans-Mississippi West." Montana: The Magazine of Western History 31.2 (1981): 16–27.